# Айвазов, Александр Эмильевич
Александр Эмильевич Айвазов (род. 7 апреля 1973 года, Москва) — советский и российский поп-певец и композитор.

## Биография
Родился 7 апреля 1973 года в Москве.
В 1980—1990 годах учился в школе № 19 с углублённым изучением английского языка, в то же время (в 1980—1985 годах) обучался в музыкальной школе сестёр Марины, Ирины и Галины Радченко «Восход».
По окончании школы поступил в музыкальное училище имени Гнесиных по классу гитары. Окончив его в 1992 году, через год поступил в ГИТИС на факультет эстрадного искусства (руководитель курса — И. Г. Шароев).
Сценический дебют Александра Айвазова состоялся в 1989 году, когда он впервые исполнил на съёмках телепрограммы «50х50» в Витебске песню «Лилии» (сл. Л. Рубальской, муз. А. Клевицкого), впоследствии принёсшую юному исполнителю известность. В этот же год выпускается первый неофициальный магнитоальбом «Лилии», включающий в себя 9 песен.
В 1991 году проходят первые совместные гастроли с Дмитрием Маликовым и группой «Комбинация».
В том же году Айвазов знакомится с композитором и музыкальным руководителем «Комбинации» Виталием Окороковым, с которым завязывается сотрудничество. Плодами этого сотрудничества становятся песни «Невеста», «Спонсор», «Не грусти, гитарист» и «Дождь кончается», автором музыки которых является Окороков. Снимается первый видеоклип на песню «Спонсор».
В 1992 году Александр Айвазов становится финалистом телевизионного музыкального конкурса «Звёздный дождь», а также дипломантом международного фестиваля молодёжной музыки «Новая версия». Начинается сотрудничество с композитором и основателем группы «МГК» Владимиром Кызыловым, результатом которого на этот раз становится песня «Тойота».
В 1993 году на лейбле «APEX Records» выходит первый официальный альбом певца — «Не грусти», в который вошли песни, записанные в период с 1990 по 1993 год.
В 1994 году появляется песня «Где ты?» (также известная как «Ёжик в тумане»), написанная Владимиром Кызыловым (музыка) и Юрием Зверевым (слова). Песня занимает верхние строчки хит-парадов, а клип на неё входит в частую ротацию на ТВ.
В 1995 году студией «Союз» выпускается альбом «Где ты?». В альбоме появляется новая версия песни «Лилии», в которой она получает вторую жизнь и по сей день[какой?] ротируется на радио. Александр берётся за композиторскую деятельность, и отныне отвечает за музыку во всех своих песнях.
1996 год для Александра знаменуется знакомством с саунд-продюсером и аранжировщиком Алексеем Хвацким и поэтом Валерием Жуковым (лидером малоизвестной в то время группы «Жуки»), известным по работе с группой «Браво» (Жуков — автор текстов большинства песен альбома «На перекрёстках весны»).
На «Союзе» выходит альбом «Бабочка-луна», заглавная песня которого по популярности встаёт в один ряд с «Лилиями» и занимает первые позиции в хит-парадах. На обложке певец значится уже как Александр (в предыдущих двух альбомах он значился как Саша). В предместьях города Серпухова снимается клип на одноимённую песню.
В 1998 году выходит четвёртый альбом Александра Айвазова — «Человек под дождём», но особого успеха, в сравнении с предыдущими, альбом не снискал. Певец на время прерывает деятельность, исчезая из поля зрения СМИ и изредка появляясь на отдельных мероприятиях.
В 2006 году Александр Айвазов получил предложение сотрудничества от компании «Костафильм» (телеканал СТС) по созданию саундтрека к телесериалу «Кадетство». С этого момента Александр становится автором музыки не только для своего сольного творчества, но ещё и для кинофильмов и телесериалов.
В конце 2000-х—начале 2010-х годов Александр возобновляет активную музыкальную и гастрольную деятельность. В конце 2013 года за организацию концертов взялся профессиональный импресарио Сергей Казаков. В начале 2014 года был подписан контракт со студией «United Music Group». В апреле того же года студией выпущен альбом «От любви до любви», содержащий общеизвестные хиты в электронной обработке и 4 новые песни. В настоящее время запись и выпуск новых композиций продолжается.
Наиболее известными песнями Александра Айвазова являются «Не грусти, гитарист» (музыка В. Окорокова, слова М. Рябинина), «Дождь кончается» (музыка В. Окорокова, слова М. Рябинина), «Тойота» (музыка В. Кызылова, слова Ю. Гуреева), «Ёжик в тумане» (музыка В. Кызылова, слова Ю. Зверева), «Бабочка-луна» (1996 год).
Осенью 2022 года стал участником 3-го сезона шоу «Суперстар! Возвращение» на канале НТВ.

## Семья
- Мать — Гордеева Галина Александровна.
- Отец — Айвазов Эмиль Георгиевич.
- Жена — Ирина (с 2008).
- Сын — Никита (род. 2009). Любит играть в футбол.

## Профессии
Помимо гастрольных концертных туров, съёмок в кино и участия в фестивалях, Александр Айвазов решил выступать как диджей и говорил, что это стало его второй любимой профессией.

## Образы
Шестой этап третьего сезона шоу перевоплощений «Точь‑в‑точь». Владимир Лёвкин в образе Александра Айвазова — песня «Лилии». 

## Дискография
1989 — «Лилии» (магнитоальбом)
1990 — «Инопланетянка Инна» (магнитоальбом)
1993 — «Не грусти» (студия «Апекс»)
1995 — «Где ты?» (студия «Союз»)
1996 — «Бабочка-луна» (студия «Союз»)
1998 — «Человек под дождём» (студия «Союз»)
2012 — «Grand Collection» (студия «Квадро Диск»)
2014 — «От любви до любви» (студия «Юнайтед Мьюзик Груп»)
2014 — "Вкус любви (студия «Юнайтед Мьюзик Груп»)
2015 — «Ты любовь моя feat. Алёна Валенсия» (Студия СОЮЗ)
2015 — «Луч заката» (студия «Юнайтед Мьюзик Груп»)
2015 — «По радио сказали» (студия «Юнайтед Мьюзик Груп»)
2015 — «Зима» (студия «Юнайтед Мьюзик Груп»)
2015 — «Куба далеко» (студия «Юнайтед Мьюзик Груп»)
2015 — «Я провожаю любовь» (студия «Юнайтед Мьюзик Груп»)
2015 — «Ты люби меня» (студия «Юнайтед Мьюзик Груп»)
2015 — «Лето для двоих» (студия «Юнайтед Мьюзик Груп»)
2015 — «Тойота» (студия «Юнайтед Мьюзик Груп»)
2018 — «И снова выпадет снег» feat. Arkadiy Gabana & Alex Dolce (студия «Юнайтед Мьюзик Груп»)
2018 — «Бабочка-луна» feat. Arkadiy Gabana, Alex Dolce (студия «Юнайтед Мьюзик Груп»)
2019 — «Любишь или нет» (студия «Юнайтед Мьюзик Груп»)
2021 — Сборник «Лучшее 2021» (студия «Юнайтед Мьюзик Груп»)
2022 — Сборник «Лучшее» (студия «Юнайтед Мьюзик Груп»)
2022 — «Лепестки увядших роз» (студия «Юнайтед Мьюзик Груп»)
2022 — «Шопен» (студия «Юнайтед Мьюзик Груп»)
2022 — «Обними меня» (студия «Юнайтед Мьюзик Груп»)
2023 — «Лишь с тобой» (студия «Юнайтед Мьюзик Груп»)
2023 — «А ты как жаркое лето» (студия «Юнайтед Мьюзик Груп»)
2023 — «Где ты?» (студия «Юнайтед Мьюзик Груп»)
2023 — Сборник «Лучшие песни 2023» (студия «Юнайтед Мьюзик Груп»)
2023 — «Охрипшая весна» (студия «Юнайтед Мьюзик Груп»)
2024 — «Глаза зеленые» (студия «Юнайтед Мьюзик Груп»)